# Chaetonotus sanctipauli
Chaetonotus sanctipauli är en djurart som tillhör fylumet bukhårsdjur, och som beskrevs av Kisielewski 1991. Chaetonotus sanctipauli ingår i släktet Chaetonotus och familjen Chaetonotidae. Inga underarter finns listade i Catalogue of Life.